# ويليام هيرت
ويليام ماكورد هيرت (20 مارس 1950 - 13 مارس 2022)، هو ممثل سينمائي أمريكي. درس في مدرسة جوليارد وبدأ التمثيل على المسرح في سبعينيات القرن العشرين. حقق هيرت أول ظهور سينمائي له في عام 1980، وذلك في دور شخصية عالم مضطرب في فيلم الخيال العلمي ألتيرد ستاتس للمخرج السينمائي كين راسل، الذي بسببه ترشح لجائزة غولدن غلوب للنجم الصاعد لهذا العام. في عام 1981 لعب دورًا بارزًا، وهو محامٍ استسلم لإغراءات كاثلين ترنر في فيلم النوار الجديد بادي هييت. لعب هيرت دورًا بارزًا آخر، دور شخصية أركادي رينكو، في فيلم غوركي بارك (1983).
في عام 1985، حصل هيرت على إشادة كبيرة وعلى جوائز تمثيل متعددة، تضمن ذلك جائزة الأوسكار وجائزة بافتا لأفضل ممثل، عن فيلم كيس أوف ذا سبيدار ومن (قبلة المرأة العنكبوت). حصل هيرت على ترشيحين آخرين لجائزة الأوسكار عن أدائه البارز في فيلم تيشلدرن أوف أ ليسر غاد (أبناء الصمت) (1986)، وفيلم برودكاست نيوز (أخبار الإذاعة) (1987). ظل هيرت ممثلًا مسرحيًا نشطًا طوال ثمانينات القرن العشرين، وظهر في أعمال مسارح خارج برودواي، بما في ذلك مسرحية هنري الخامس، ومسرحية فيفث أوف جولاي، ومسرحية ريتشارد الثاني، ومسرحية ميدسمر نايتس دريم (حلم ليلة منتصف الصيف). حصل هيرت على ترشحه الأول لجائزة توني في عام 1985 عن مسرحية البرودواي هيرليبورلي.
بعد أداء مجموعة متنوعة من الأدوار الشخصية في العقد التالي، حصل هيرت على ترشيحه الرابع لنيل جائزة الأوسكار عن أدائه الداعم في فيلم الجريمة المثير أيه هيستوري أوف فايلانس (2005) للمخرج ديفد كروننبرغ. من بين أفلامه البارزة الأخرى التي ظهرت مؤخرًا: إي آي أرتفشيال انتلجنس (إي آي: الذكاء الاصطناعي) (2001)، وذا فيلدج (القرية) (2004)، وسريانا (2005)، وذا غود شفرد (الراعي الصالح) (2006)، ومستر بروكس (السيد بروكس) (2007)، وإنتو ذا وايلد (إلى البرية) (2007)، وروبن هود (2010)، وأفلام عالم مارفل السينمائي: ذا إنكريدبل هولك (هولك الخارق) (2008)، وكابتن أمريكا: سيفل وور (كابتن أمريكا: الحرب الأهلية) (2016)، وأفنجرز: إنفينتي وور (المنتقمون: الحرب اللانهائية) (2018)، وأفنجرز: إندجيم (المنتقمون: نهاية اللعبة) (2019)، وبلاك ويدو (الأرملة السوداء) (2020)، الذي يمثل فيه دور شخصية ثاديوس «ثندربولت» روس.

## النشأة
وُلد هيرت في واشنطن العاصمة، ابنًا لوالدته كلير إيزابيل (اسمها قبل الزواج: كلير مكغيل)، التي كانت تعمل في شركة تايم، ولوالده ألفريد ماكورد هيرت، الذي كان يعمل في وزارة الخارجية. عاش هيرت مع والده في لاهور ومقديشو والخرطوم. بعد طلاق والديه، وفي طفولته، تزوجت والدته من هنري لوس الثالث (ابن الناشر هنري لوس). التحق هيرت بمدرسة ميدلسكس، حيث كان نائب رئيس نادي التمثيل المسرحي وكان له دور رئيس في العديد من المسرحيات المدرسية. تخرج سنة 1968، وتنبأ كتابه السنوي: «قد ترونه أيضًا في برودواي». التحق هيرت بجامعة تافتس ودرس اللاهوت، ولكنه تحول بدلًا من ذلك إلى التمثيل وانضم إلى مدرسة جوليارد (قسم الدراما مجموعة 5: 1972-1976). كان كريستوفر ريف وروبن ويليامز رفيقَين له في الصف.

## وفاته
توفي الممثل الأمريكي ويليام هيرت يوم 13 مارس 2022 عن عمر يناهز 71 عامًا.لأسباب طبيعية.

## روابط خارجية
- ويليام هيرت على موقع IMDb (الإنجليزية)
- ويليام هيرت على موقع ميتاكريتيك (الإنجليزية)
- ويليام هيرت على موقع الموسوعة البريطانية (الإنجليزية)
- ويليام هيرت على موقع روتن توميتوز (الإنجليزية)
- ويليام هيرت على موقع مونزينجر (الألمانية)
- ويليام هيرت على موقع قاعدة بيانات الأفلام العربية
- ويليام هيرت على موقع ألو سيني (الفرنسية)
- ويليام هيرت على موقع ميوزك برينز (الإنجليزية)
- ويليام هيرت على موقع تيرنر كلاسيك موفيز (الإنجليزية)
- ويليام هيرت على موقع أول موفي (الإنجليزية)